# Île du Havre Aubert

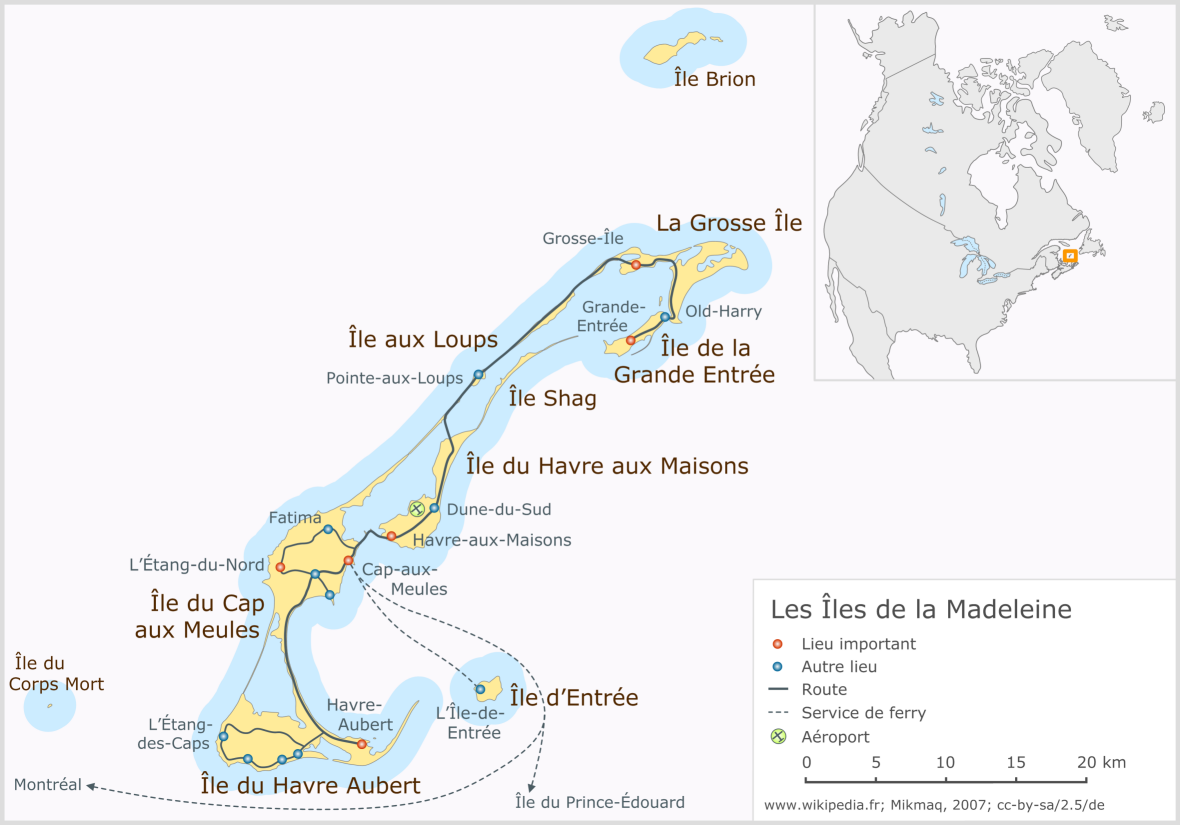
Karta över Îles de la Madeleine. Infällt: öarnas läge i Nordamerika.

Île du Havre Aubert är en ö i Kanada.   Den ligger i provinsen Québec, i den östra delen av landet, 1 100 km öster om huvudstaden Ottawa. Arean är 49 kvadratkilometer. Den ligger i södra delen av ögruppen Îles de la Madeleine.
Terrängen på Île du Havre Aubert är platt. Öns högsta punkt är 136 meter över havet. Den sträcker sig 7,4 kilometer i nord-sydlig riktning, och 16,3 kilometer i öst-västlig riktning.